# Cartujanos de Andalucía
El Sevilla F.C. Andalucía Rugby fue la franquicia de rugby de Andalucía (España), que participó representando a esta comunidad en la extinta Liga Superibérica.
El equipo fue fundado en 2009, y nació aglutinando, en un principio, por la mayoría de los de clubes andaluces de categoría nacional (División de Honor, División de Honor B y Primera Nacional), que aportaron sus jugadores para la formación de este equipo: el Helvetia, Club de Rugby Ciencias, Universitario y Club Amigos del Rugby sevillanos, el Universidad de Málaga, Granada 2004 de Granada, Jaén R.C de Jaén, Costa de Almería y C.R Atlético Portuense de El Puerto de Santa María (Cádiz).

## Nombre e Imagen
El nombre de la franquicia fue elegido debido a que al nombre original de Cartujanos se sumó el patrocinio auspiciado por el club de fútbol del Sevilla FC.
El Sevilla FC no es nuevo en el mundo del rugby, en la temporada 1969-70 se constituyó la sección de rugby del Sevilla FC. Aquella liga de División de Honor Andaluza la disputaron los equipos: Club Pineda de Sevilla, Club Natación, Arquitectura, Macarena, Medicina, Dos Hermanas, Club Felipe II y Sevilla FC. El primer encuentro del Sevilla FC fue dirigido por José María Ruiz Romero "Rosco" y se saldó con una victoria contra Dos Hermanas por 60-0. A partir de ahí el Sevilla FC comenzó a fomentar su cantera, llegando incluso a tener varios equipos seniors además de todas sus categorías inferiores. Cientos de jugadores pasaron por la sección de rugby del Sevilla FC. Los éxitos deportivos más importantes a lo largo de su historia fueron:
-Sevilla FC senior: campeón Liga Nacional 1ª Categoría temporadas 1975-76, 1976-77 y 1981-82.
-Sevilla FC Cadete: Campeón de España temporada 1977-1978.
El Sevilla FC contribuyó de una manera muy importante al desarrollo del rugby en Sevilla.
Finalmente, el logotipo de la franquicia es un caballo cuyo cuello se alarga para abrazar el escudo del Sevilla FC difuminado.

## Historia
La historia de la franquicia andaluza comienza el 26 de abril del 2009 en un partido celebrado en el estadio madrileño de Las Terrazas (Alcobendas), partido que no consiguieron la victoria frente a unos Gatos que se mostraron intratables en su campo. Durante la fase regular no consiguieron mantener la regularidad en el juego y perdieron muchos partidos, lo cual les condenó al sexto y último puesto de la liga, pero terminaron la misma, con una victoria en casa frente a Almogàvers por 25-19, que les dejó con un buen sabor de boca. En esta primera edición también es reseñable que se han jugado partidos en Sevilla, Armilla (Granada) y El Puerto de Santa María (Cádiz), haciendo partícipe a toda la comunidad andaluza de su franquicia.